# Complesso di San Francesco degli Scarioni

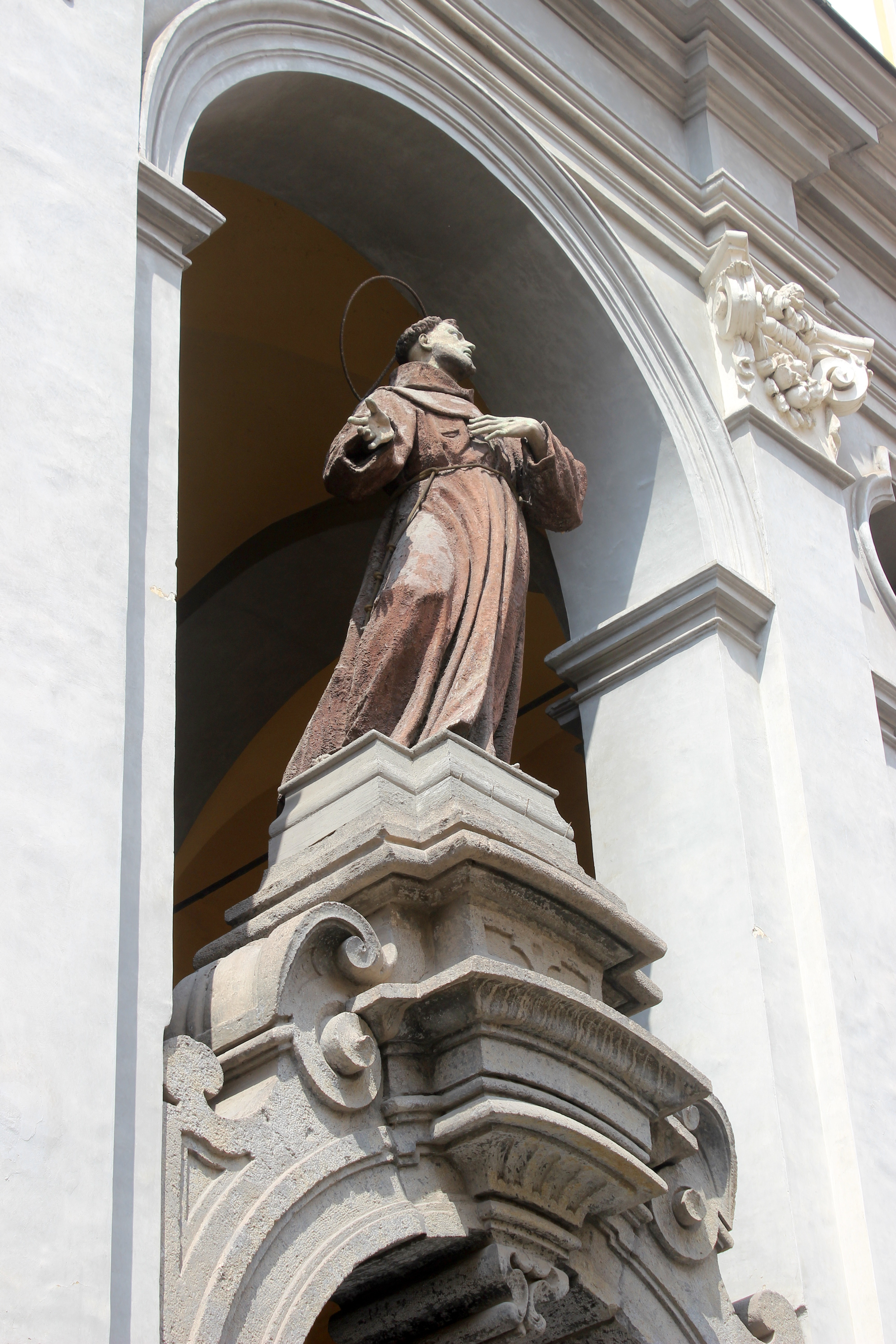
Particolare

Il complesso di San Francesco degli Scarioni è uno storico luogo di culto di Napoli; si erge in via Arco Mirelli.

## Storia
La chiesa venne fondata da Leonardo Scarioni (un mercante pratese) che, trasferitosi a Napoli e non avendo eredi a cui lasciare i suoi averi, stabilì che tutta la sua ricchezza dovesse essere investita nella costruzione di un complesso conventuale francescano, destinato ad accogliere sessanta monache, alcune provenienti dalla sua città di origine.
I lavori incominciarono nel 1704 e vennero affidati all'architetto Giovan Battista Nauclerio; l'edificio religioso fu inaugurato nel 1721.

## Descrizione
Il complesso è un buon esempio di architettura tardo barocca.
Sulla facciata della chiesa si osserva una pregevole statua lignea di san Francesco (1763).
L'interno è impostato attorno a una pianta a croce greca e si caratterizza per l'apparato decorativo molto sobrio. Sopra l'altare maggiore (affrescato sul retro) vi è un dipinto del 1773 di Francesco De Mura rappresentante Cristo e la Vergine che consegnano l'indulgenza a san Francesco. L'altare laterale a sinistra è sormontato da una tela del 1773 di Antonio Sarnelli con l'Adorazione dei Pastori, mentre su quello a destra si ammira un' Immacolata degli anni tardi di Paolo De Matteis. Nella sagrestia si trovano alle pareti due tele di un ignoto seguace di Francesco Solimena (forse Andrea d'Aste) e sull'altarino ligneo una tavola di Marco Lauro raffigurante il Crocifisso che parla a san Tommaso (1580). Un ulteriore vanto della chiesa è l'organo, di pregevole fattura, risalente al 1721 (artista ignoto).
Nel convento sono degni di menzione: la Cappella del Presepe, con affreschi eseguiti dalla suora Maria Eleonora Zarrini, e la Madonna Addolorata, ceroplastica di Giovanni Francesco Pieri.

## Galleria d'immagini

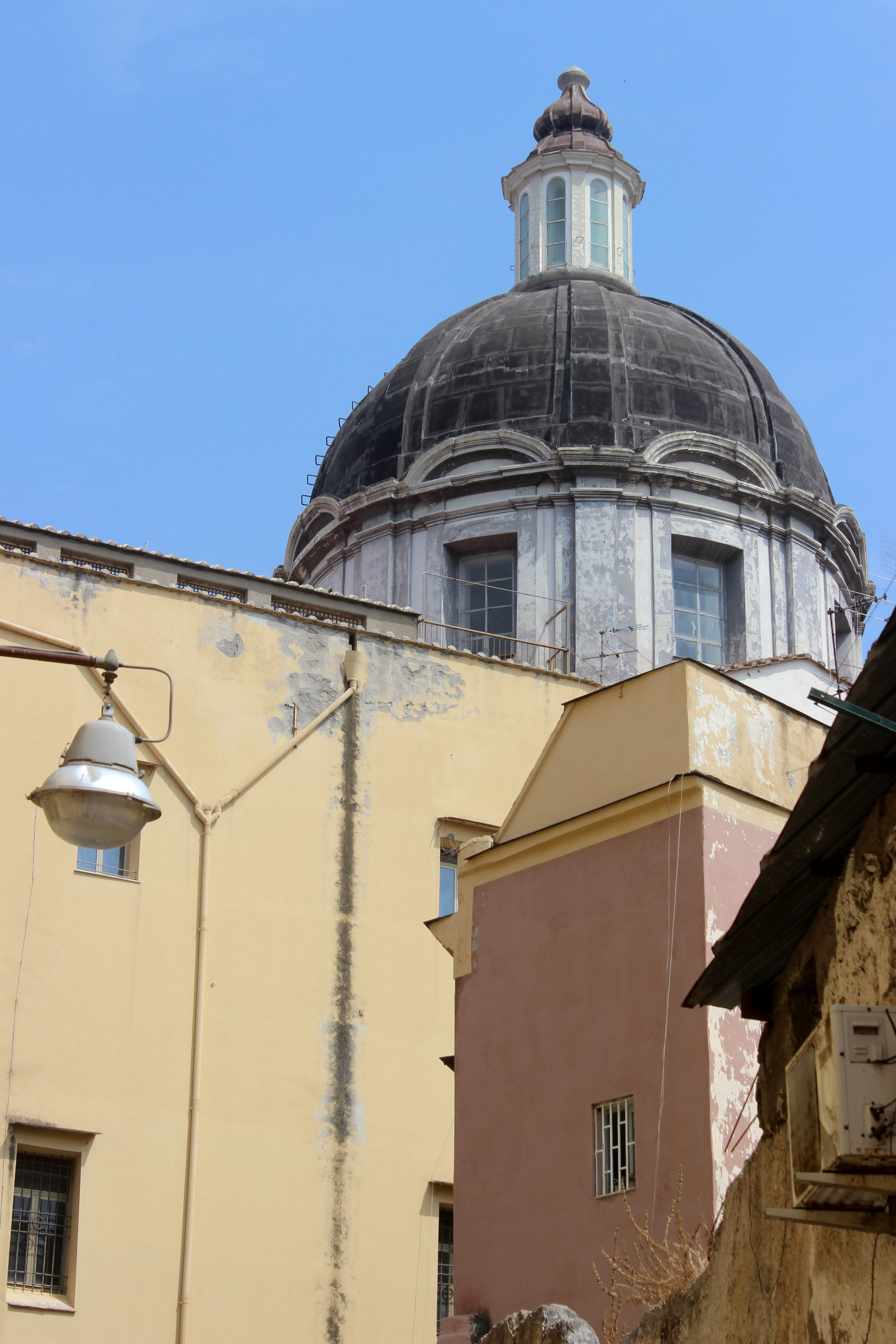
Cupola
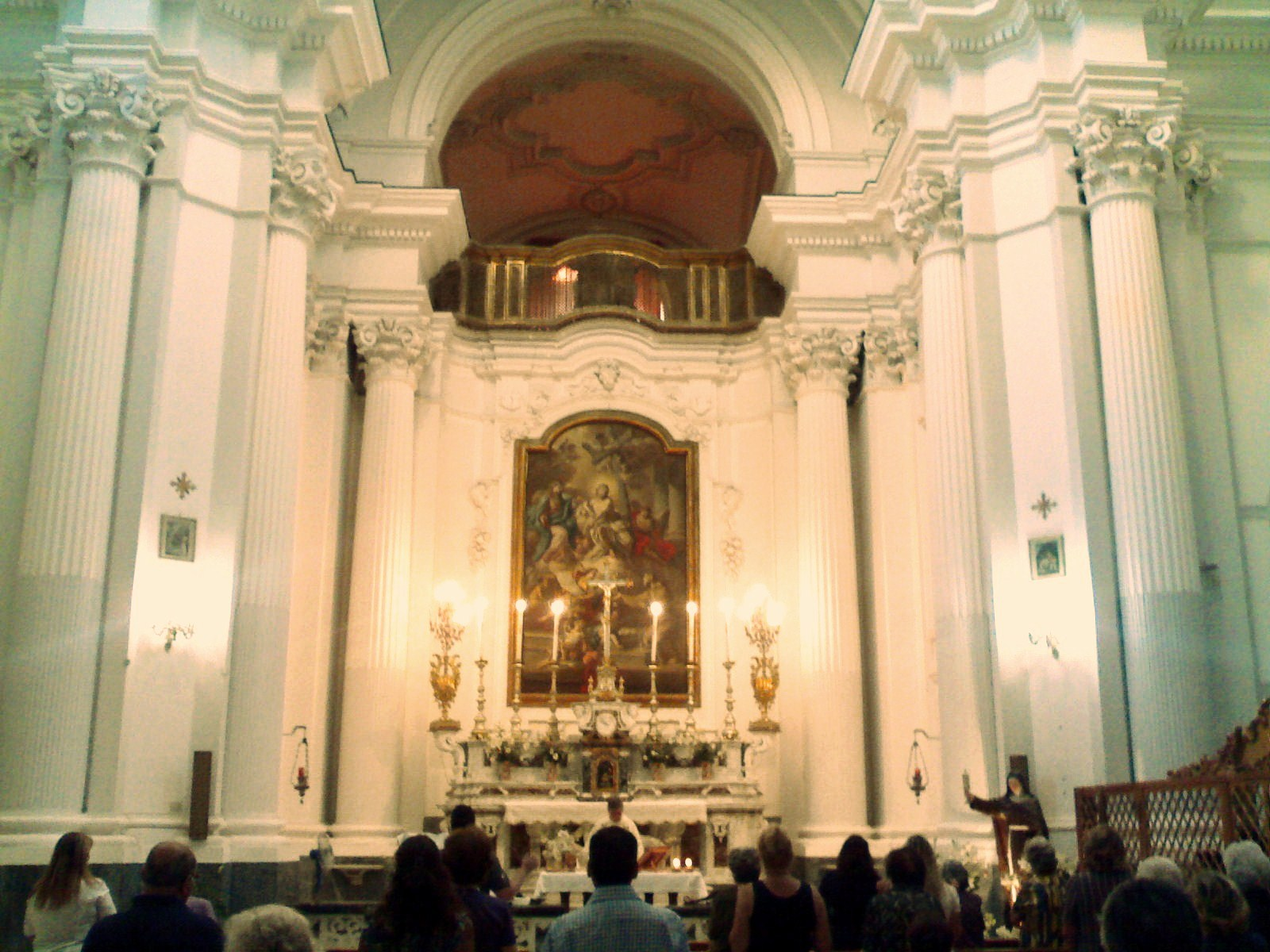
Scorcio dell'interno